# Robbie Gould
Robert Paul Gould III (Jersey Shore, 6 dicembre 1982) è un ex giocatore di football americano statunitense che militato nel ruolo di kicker nella National Football League.

## Carriera professionistica
Dopo non essere stato scelto nel Draft NFL 2005, i New England Patriots campioni del Super Bowl in carica ingaggiarono Gould anche se avevano già in squadra la stella Adam Vinatieri. Dopo che fu svincolato, Gould firmò con i Baltimore Ravens con cui rimase per tre settimane. In seguito si prese un periodo sabbatico dal football, lavorando per una ditta di costruzioni a Mill Hall, Pennsylvania.

### Chicago Bears
Gould firmò con i Chicago Bears l'8 dicembre 2005, dopo l'infortunio nella settimana 3 del loro kicker titolare Doug Brien. La settimana successiva segnò il suo primo field goal nella NFL nella sconfitta per 20–10 a Cleveland. L'anno seguente fu convocato per il Pro Bowl e inserito nel First-team All-Pro. Nel divisional round dei playoff segnò il field goal della vittoria ai tempi supplementari contro i Seattle Seahawks che riportò i Bears in finale di conference per la prima volta dal 1988. Chicago giunse fino al Super Bowl XLI dove fu battuta dagli Indianapolis Colts per 29-17. Gould rimase con i Bears fino alla stagione 2015, lasciando la squadra come leader di tutti i tempi della franchigia in punti (1.207), field goal segnati (276) e field goal da 50 yard (23).

### New York Giants
Gould firmò con i New York Giants dopo le accuse di violenza domestica a Josh Brown il 20 ottobre 2016. Nell'unica stagione con la squadra trasformò tutti e 10 i field goal tentati.

### San Francisco 49ers
Il 9 marzo 2017, Gould firmò con i San Francisco 49ers. Il 15 luglio 2019 firmò un rinnovo quadriennale del valore di 19 milioni di dollari, inclusi 10,5 milioni garantiti. Il 2 febbraio 2020 scese in campo nel Super Bowl LIV in cui segnò entrambi i tentativi di field goal tentati ma i 49ers furono sconfitti per 31-20 dai Kansas City Chiefs.

## Palmarès

### Franchigia
- National Football Conference Championship: 2

Chicago Bears: 2006
San Francisco 49ers: 2019

### Individuale
- Convocazioni al Pro Bowl: 1

2006
- First-team All-Pro: 1

2006